# Карта розширення
Карта розширення (адаптер) в інформатиці — плата, яку поміщають в слот розширення материнської плати комп'ютерної системи з метою реалізації додаткових функцій.

## Будова
Один край карти розширення оснащений контактами, які відповідають слоту материнської плати. Контакти забезпечують електричне з'єднання між компонентами карти і материнської плати.

## Призначення
Плата розширення призначена для розширення функцій персонального комп'ютера. Може містити оперативну пам'ять і пристрої введення-виведення. Можуть обмінюватися даними з іншими пристроями на шині.

## Приклади
Найпоширеніші: відеокарти, звукові плати, мережеві адаптери, співпроцесори.